# Броко (Вісконсин)
Броко (англ. Brokaw) — селище (англ. village) в США, в окрузі Марафон штату Вісконсин. Населення — 251 особа (2010).

## Географія
Броко розташоване за координатами 45°1′33″ пн. ш. 89°39′30″ зх. д. / 45.02583° пн. ш. 89.65833° зх. д. (45.025960, -89.658405).  За даними Бюро перепису населення США в 2010 році селище мало площу 3,20 км², з яких 2,78 км² — суходіл та 0,42 км² — водойми.

## Демографія
Згідно з переписом 2010 року, у селищі мешкала 251 особа в 123 домогосподарствах у складі 66 родин. Густота населення становила 78 осіб/км².  Було 138 помешкань (43/км²).
Расовий склад населення:
| - 97,6 % — білих - 1,6 % — азіатів |

До двох чи більше рас належало 0,4 %. Частка іспаномовних становила 2,4 % від усіх жителів.
За віковим діапазоном населення розподілялося таким чином: 13,9 % — особи молодші 18 років, 70,2 % — особи у віці 18—64 років, 15,9 % — особи у віці 65 років та старші. Медіана віку мешканця становила 32,9 року. На 100 осіб жіночої статі у селищі припадало 84,6 чоловіків;  на 100 жінок у віці від 18 років та старших — 80,0 чоловіків також старших 18 років.
Середній дохід на одне домашнє господарство  становив 46 192 долари США (медіана — 42 500), а середній дохід на одну сім'ю — 55 956 доларів (медіана — 49 167). За межею бідності перебувало 6,1 % осіб, у тому числі 0,0 % дітей у віці до 18 років та 2,1 % осіб у віці 65 років та старших.
Цивільне працевлаштоване населення становило 150 осіб. Основні галузі зайнятості: освіта, охорона здоров'я та соціальна допомога — 42,7 %, виробництво — 18,0 %, фінанси, страхування та нерухомість — 13,3 %.